# Jackson Law
Pour les articles homonymes, voir Law.
Jackson Law (né le 2 février 1993 à Nowra-Bomaderry) est un coureur cycliste australien. Il participe à des compétitions sur route et sur piste.

## Palmarès sur piste

### Championnats du monde juniors
- Montichiari 2010
  -  Champion du monde de poursuite par équipes juniors (avec Edward Bissaker, Mitchell Lovelock-Fay et Jordan Kerby)
- Moscou 2011
  -  Champion du monde de poursuite par équipes juniors (avec Jack Cummings, Alexander Edmondson et Alexander Morgan)
  -  Médaillé de bronze de la poursuite juniors

### Coupe du monde
- 2014-2015
  - 1er de la poursuite par équipes à Cali (avec Scott Law, Joshua Harrison et Tirian McManus)

### Championnats d'Océanie
- Invercargill 2011
  -  Médaillé d'argent de la poursuite par équipes
  -  Médaillé de bronze de l'américaine
- Adélaïde 2014
  -  Médaillé d'argent de l'américaine
  -  Médaillé d'argent de l'omnium
  -  Médaillé de bronze de la poursuite par équipes
- Invercargill 2015
  -  Médaillé d'argent de l'américaine
  -  Médaillé de bronze de la course aux points

### Championnats nationaux
- 2011
  -  Champion d'Australie de poursuite juniors
  -  Champion d'Australie de l'américaine juniors (avec Caleb Ewan)
- 2015
  -  Champion d'Australie de l'américaine (avec Nicholas Yallouris)

## Palmarès sur route
- 2010
  -  Champion d'Australie du critérium juniors
- 2011
  - 3e du Trofeo Comune di Vertova